# Евергрин (Монтана)
Евергрин (енгл. Evergreen) насељено је место без административног статуса у америчкој савезној држави Монтана.

## Демографија
По попису из 2010. године број становника је 7.616, што је 1.401 (22,5%) становника више него 2000. године.
| Група             | 2000.         | 2010.         |
| Белци             | 5.835 (93,9%) | 7.080 (93,0%) |
| Афроамериканци    | 15 (0,2%)     | 16 (0,2%)     |
| Азијати           | 23 (0,4%)     | 33 (0,4%)     |
| Хиспаноамериканци | 116 (1,9%)    | 215 (2,8%)    |
| Укупно            | 6.215         | 7.616         |